# سوکولوو (شهرستان کامنسکی، سرزمین آلتای)
سوکولوو (به لاتین: Sokolovo) یک منطقهٔ مسکونی در روسیه است که در سرزمین آلتای واقع شده‌است.